# UFC 272
 UFC 272: Covington vs. Masvidal   è stato un evento di arti marziali miste tenuto dalla Ultimate Fighting Championship il 5 marzo 2022 alla T-Mobile Arena di Las Vegas, negli Stati Uniti.

## Risultati
|                  | Divisione             |                     |                 |                     | Metodo                                      | Round           | Tempo           | Premio          |
| Card Principale  | Card Principale       | Card Principale     | Card Principale | Card Principale     | Card Principale                             | Card Principale | Card Principale | Card Principale |
| ---------------- | --------------------- | ------------------- | --------------- | ------------------- | ------------------------------------------- | --------------- | --------------- | --------------- |
|                  | Pesi welter           | Colby Covington     | batte           | Jorge Masvidal      | Decisione unanime (49–46, 50–44, 50–45)     | 5               | 5:00            | FOTN            |
|                  | Catchweight (160 lbs) | Rafael dos Anjos    | batte           | Renato Moicano      | Decisione unanime (49–45, 49–44, 50–44)     | 3               | 5:00            |                 |
|                  | Pesi piuma            | Bryce Mitchell      | batte           | Edson Barboza       | Decisione unanime (30–25, 30–26, 30–27)     | 3               | 5:00            |                 |
|                  | Pesi welter           | Kevin Holland       | batte           | Alex Oliveira       | KO tecnico (gomitate)                       | 2               | 0:38            | POTN            |
|                  | Pesi massimi          | Sergey Spivak       | batte           | Greg Hardy          | KO tecnico (pugni)                          | 1               | 2:16            |                 |
| Card Preliminare |                       |                     |                 |                     |                                             |                 |                 |                 |
|                  | Pesi leggeri          | Jalin Turner        | batte           | Jamie Mullarkey     | KO tecnico (pugni)                          | 2               | 0:46            |                 |
|                  | Pesi paglia femminimi | Marina Rodriguez    | batte           | Yan Xiaonan         | Decisione non unanime (29–28, 28–29, 29–28) | 3               | 5:00            |                 |
|                  | Pesi mediomassimi     | Nicolae Negumereanu | batte           | Kennedy Nzechukwu   | Decisione non unanime (27–29, 29–27, 29–27) | 3               | 5:00            |                 |
|                  | Pesi mosca femminili  | Maryna Moroz        | batte           | Mariya Agapova      | Sottomissione (arm-triangle choke)          | 2               | 3:27            | POTN            |
|                  | Pesi piuma            | Umar Nurmagomedov   | batte           | Brian Kelleher      | Sottomissione (rear-naked choke)            | 1               | 3:15            |                 |
|                  | Pesi mosca            | Tim Elliott         | batte           | Tagir Ulanbekov     | Decisione unanime (29–28, 29–28, 29–28)     | 3               | 5:00            |                 |
|                  | Pesi leggeri          | Ľudovít Klein       | batte           | Devonte Smith       | Decisione non unanime (28–29, 29–28, 30–27) | 3               | 5:00            |                 |
|                  | Pesi mediomassimi     | Dustin Jacoby       | batte           | Michał Oleksiejczuk | Decisione unanime (29–28, 29–28, 29–28)     | 3               | 5:00            |                 |

## Premi
I lottatori premiati ricevettero un bonus di 50.000 dollari.
Legenda:
- FOTN: Fight of the Night (vengono premiati entrambi gli atleti per il miglior incontro dell'evento)
- POTN: Performance of the Night (viene premiato il vincitore per la migliore performance dell'evento)